# توستنا
توستنا (به لاتین: Tustna) یک منطقهٔ مسکونی در نروژ است که در نروژ غربی واقع شده‌است.

## خصوصیات
توستنا ۱۴۱ کیلومترمربع مساحت دارد.